# Бурят-Монголия
Бурят-Монголия (на бурятски: Буряад-Монгол улас) е държава на бурятите в Азия, възникнала след разпадането на Руската империя и съществувала 4 години по време на Гражданската война в Русия. Управлява се от парламента, наречен Бурнардума. Държавата е призната от съветската власт в РСФСР през 1918 г., както и от съседната Забайкалска република.

## История
След като Външна Монголия обявява независимост от Китай през 1911 г., в Бурятия възниква националноосвободително движение, чиято цел е териториите на бурятите да станат част от състава на Монголия. Създаването на бурятска държава става възможно чак след Февруарската революция в Русия през 1917 г. Назначеното временно правителство не успява да удържи контрола над териториите на бившата империя в Азия. Така на 25 април 1917 г. се създава Бурят-Монголия.
Идеята за създаването на бурятска държава принадлежи на историка Михаил Богданов. Основните идеи са да се формира страна на териториите на Иркутска губерния и Забайкалска област, населени с буряти. Поради големия процент земи със смесено население (буряти и руснаци), държавата няма ясни граници. За столица е определен град Чита, където е седалището на парламента, който има и филиал в Иркутск. На първото заседание на Бурнадумата е решено земята да бъде разделена на области.
През 1918 г. държавата е призната от болшевиките, след настъпление на белогвардейците и чехословашкия корпус в Азия. По-късно Бурят-Монголия получава признание от Забайкалската република на атаман Григорий Семьонов. Поради нарастващото влияние на забайкалците, голяма част от Бурнадумата е заменена с привърженици на Бялото движение. След като парламентът е разпуснат, а идеологът на бурятската държава Михаил Богданов – разстрелян по заповед на атаман Семьонов, страната престава да съществува.
През 1920 г. териториите на Бурят-Монголия са разделени между РСФСР и Далекоизточна република. В състава на Далекоизточната република е сформирана Бурят-Монголска автономна област, а след присъединяването на републиката към СССР Бурят-Монголия става Бурятска автономна съветска социалистическа република със столица град Улан Уде.

## Ръководители
- Елбек-Доржи Ринчино (1917)
- Цибен Жамжарано (1917 – 1918)
- Михаил Богданов (1918)
- Даши Сампилион (1918 – 1919)